# 李伯宪
李伯宪（536年—565年12月29日），字公度，小字长者，陇西郡狄道县（今甘肃省临洮县）人，出自陇西李氏姑臧房，北齐官员。

## 生平
李伯宪幼年聪慧，亲戚们都称赞他前途远大，父母都说有长者之风，成年后李伯宪接受官府征召，出仕担任参军，这本身不是他的个人意愿，而是家庭的命令。北齐天统元年岁次乙酉十一月廿二日（565年12月29日），李伯宪生病后在邺城东北隅宣化里去世，虚岁三十，隋朝开皇六年（586年）岁次丙午正月癸丑朔卅日壬午，迁葬邺城野马岗东北，西门豹祠南一千余步。李伯宪的夫人改嫁他人，也没有过继儿子，因此无人主持祭祀。

## 家庭

### 七世祖
- ，武昭王[2]

### 曾祖
- 李韶，北魏雍相冀定并兖六州刺史、吏部尚书、司空公[2]

### 祖父
- 李瑾，北魏通直散骑侍郎、齐州刺史[2]

### 父亲
- 李产之，北齐散骑侍郎[2]

### 兄弟姐妹
- 李仲膺，隋朝荆州总管司马[2]
- 李月相，嫁卢文构[2]
- 李淑仪，嫁北齐内书侍郎赵叔将，司空公、宜阳王赵彦深第三子[2]

### 夫人
- 琅琊王氏，尚书王翼之曾孙女，李伯宪死后改嫁[2]